# L'Ombre de la bête
L’Ombre de la bête est un récit fantastique de Patrick Grainville, publié aux éditions Balland en 1981.

## Historique
Dans cette longue nouvelle publiée en marge de sa production régulière, Patrick Grainville affronte le genre fantastique, dont une partie de son œuvre relève par de nombreux aspects : la femme mystérieuse et fantasmatique de La Diane rousse, le contexte des Forteresses noires, le narrateur défunt du Tyran éternel, le rat dans Lumière du rat, etc. L'auteur du prix Goncourt 1976 y associe sa passion de l’animalité et, délaissant quelque peu son lyrisme habituel, livre un roman à part où l’effroi et l’ambivalence dominent.

## Résumé
Lucien quitte son amante et sa maison, saisi par les traces d’un animal inconnu gravées dans la boue d’un marais. De proche en proche, les signes de la bête deviennent envahissants, menaçants.  Lucien révèle des comportements de plus en plus sauvages. Il est en proie à des hallucinations, des rêveries inquiétantes, des nostalgies. Son isolement s’aggrave. La fin opère un retournement total. Que vont faire les chasseurs qui découvrent les propres traces du vagabond, devenues énormes dans la pureté de la neige ?

## Éditions
- L’Ombre de la bête, éditions Balland, 1981  (ISBN 2715802897), réédité en 1993  (ISBN 2715808720).